# Моцарт. Рок-опера
Моцарт. Рок-опера (фр. Mozart, l’opéra rock) — французский мюзикл производства Дова Аттья и Альбера Коэна (Dove Attia et Albert Cohen), посвященный истории жизни Вольфганга Амадея Моцарта. Этот мюзикл считается одним из самых коммерчески успешных проектов среди вышедших в 2009—2010 гг. , с числом проданных билетов более 800 000. Этот спектакль посмотрели не только во Франции, но и в Бельгии, Швейцарии, Украине и в России (симфоническая версия Le Concert производства французского продюсера Бориса Орлова для V.DEST Productions), Японии, Китае и Корее.

## Сюжет мюзикла

### Акт 1
Повествование начинается с момента смерти князя-архиепископа Зальцбурга. На трон восходит деспотичный Иероним фон Коллоредо, ненавидящий Моцарта и его музыку. Коллоредо отказывает Вольфгангу в его прошении отправиться в путешествие с отцом Леопольдом, чтобы давать концерты в Европе и осуществить свою мечту — написать оперу на немецком языке.
17-летний Моцарт умоляет отца отпустить его в путешествие одного, жизнь в Зальцбурге становится для юноши невыносимой. Вольфганг оставляет свой родной город и отправляется в путешествие с матерью, Анной-Марией. Коллоредо, желающий приструнить непокорного юнца, отправляет гонцов ко всем влиятельным вельможам, чтобы они не принимали Моцарта и не давали ему работы.
Вольфганг с матерью едут в Мангейм, где знакомятся с семейством Вебер. Поражённый голосом и красотой Алоизии, одной из дочерей фрау Вебер, Вольфганг обещает написать для неё оперу и выступать вместе с ней при дворе, куда она приглашена. Анна-Мария видит, что Вольфганг опутан сетью лжи, и пишет письмо Леопольду с просьбой образумить сына. Преданный любимому отцу Моцарт не смеет нарушить его указ и отправляется в Париж, оставив Алоизию, которая в гневе кричит, что ненавидит его.
Прекрасный Париж чарует Моцарта, в нём просыпается уверенность в успехе и жажда славы. Однако парижане не принимают Вольфганга, его музыка здесь никому не нужна. Ослабевшая от путешествий и бедственного положения, Анна-Мария умирает. Это становится началом крушения всех мечтаний юного Моцарта.
На пути домой в Зальцбург Вольфганг заезжает в Мангейм и узнаёт, что Алоизия вышла замуж, она больше не нуждается ни в нём, ни в его арии. Композитор теряет свою музу.

### Акт 2
Вольфганг ссорится с отцом, который обвиняет его в безрассудстве и смерти матери. Через 3 года после своего возвращения Вольфганг вновь покидает Зальцбург. Вместо того чтобы следовать за Коллоредо в Вену для присутствия на коронации Иосифа II, Моцарт, уставший от насмешек, оставляет службу и становится вольным композитором. В Вене к нему наконец приходят слава и успех, а также любовь. Он соединяет свою жизнь с Констанцией Вебер, младшей сестрой Алоизии.
Но слава скоротечна. Сальери настолько восхищен музыкой Моцарта, что ненавидит её. Оставаясь в тени, он подговаривает колебавшегося графа Розенберга, интерданта императора, и Розенберг начинает строить козни. В это время Моцарт узнаёт о смерти своего отца.
Придворные интриги и последующие провалы спектаклей приводят Констанцию и Вольфганга к черте бедности. Получив от таинственного незнакомца в маске заказ на Реквием, Вольфганг чувствует приближение смерти. Он берётся за Реквием, будучи уверенным, что пишет панихиду для собственных похорон. Раскаявшийся Сальери приходит, чтобы предложить помощь, но опаздывает. Моцарт умирает, оставив Реквием недописанным.

## История создания и достижения
Идея родилась ещё в 2008 году. Продюсеры мюзикла решили показать, что Моцарта можно по праву считать первым рок-музыкантом в истории. Он был настоящей рок-звездой своей эпохи — гений-бунтарь, чья судьба изобилует взлетами и падениями.
Стартовал мюзикл 22 сентября 2009 года на сцене парижского Дворца спорта. Отыграв сезон в Париже, «Моцарт. Рок-опера» отправляется в турне по Франции, и быстро отодвигает на задний план все другие спектакли, в том числе вышедший чуть раньше и весьма популярный мюзикл «Клеопатра. Последняя царица Египта».

### Музыкальные награды
После сезона спектаклей в Париже, также труппа произвела фурор на церемонии награждения радио NRJ. Они получили три статуэтки NRJ Music Awards: лучшая группа-дуэт-труппа, песня года (Florent Mothe, L’Assasymphonie), франкофонное открытие года (Florent Mothe).
Альбом мюзикла получил статус бриллиантового диска, на момент получения статуса во Франции это более 750 000 проданных копий.

### Клипы
Группой было выпущено семь клипов на песни:
- Tatoue-moi (2008),
- L’Assasymphonie (2009),
- Vivre à en crever (2009),
- Le Bien qui fait mal (2009),
- Quand on arrive en ville (2009),
- J’accuse mon pere (2010),
- C’est bientôt la fin (2010).

### В дальнейшем
С 9 ноября 2010 года по 9 января 2011 года прошёл 2-й сезон представлений во Дворце спорта в Париже. С 21 января 2011 года начнётся турне по Франции.
4 октября 2010 года вышел альбом Ultimate Collector с дополнением 5 акустических версий песен мюзикла, а также новой финальной композицией C’est bientôt la fin.
3 ноября 2010 года вышел DVD со спектаклем в четырёх версиях: обычный DVD (DVD Simple), DVD Blue Ray (на этом новом виде носителя до «Моцарт. Рок-опера» вышел только мюзикл «Клеопатра. Последняя царица Египта»), DVD Double Collector (два диска со спектаклем и дополнительными материалами) и коллекционное издание DVD Edition Prestige (DVD, майка, календарь и набор наклеек).
9 ноября 2010 года вышла официальная книга о спектакле, в которой рассказывается о его создании, приведены эскизы костюмов и декораций и множество неопубликованных фотографий.
21 декабря 2010 года мюзикл был снят в 3D для показа в кинотеатрах Кореи. Моцарт является первым мюзиклом, который сняли в 3D.
В 2013 году труппа рок-оперы дважды (в феврале и октябре) совершала концертное турне по России, Украине и Белоруссии, спев вживую в фееричных костюмах. Во время второго Florent Mothe исполнил русскую версию популярной «L’Assasymphonie».

### Постановки в других странах
В настоящий момент спектакль «Моцарт. Рок-опера» поставлен в Корее и Японии.
Идет работа над версией для Бродвея, США и России.
22-го марта 2019 года в г.Ставрополе (Россия) состоялась премьера рок-оперы "Амадей" по мотивам "Моцарта" с незаконным использованием музыкальных материалов и персонажей, а также с неофициальной версией русского перевода песен, мало связанного с оригиналами.

### Театральные награды
Mozart, l’Opéra Rock была номинирована в категории «Мюзикл» на премию Хрустальный глобус. В этой категории так же были представлены мюзиклы Mamma Mia! и Моя прекрасная леди. Церемония награждения состоялась 7 февраля 2011 года, премию получил мюзикл Mamma Mia.

## Оригинальный состав группы

### Авторы и создатели
- Продюсеры: Дов Аттья (Dove Attia) и Альбер Коэн (Albert Cohen)
- Постановщик и ассистент постановщика: Оливье Даан (Olivier Dahan) и Матиас Онорэ (Mathias Honore)
- Хореограф: Дэн Стюард (Dan Stewart)
- Автор костюмов: Жижи Лепаж (Gigi Lepage)
- Автор декораций: Алэн Лагард (Alain Lagarde)
- Композиторы: Жан-Пьер Пило (Jean-Pierre Pilot) и Оливье Шултейс (Olivier Schultheis)

### Исполнители (певцы)
- Микеланджело Локонте (Mikelangelo Loconte) — Вольфганг Амадей Моцарт
- Флоран Мот (Florent Mothe) — Антонио Сальери
- Солаль (наст. имя — Лоран Моран) (Solal) — Леопольд Моцарт, отец Моцарта
- Маэва Мелин[фр.] (Maeva Méline) — Наннерль Моцарт, старшая сестра Моцарта
- Мелисса Марс — Алоизия Вебер, первая любовь Моцарта
- Клэр Перо (1-й сезон), позже заменённая на Диан Дассини (Diane Dassigny) (2-й сезон) — Констанция Вебер, жена Моцарта, младшая сестра Алоизии
- Мерван Рим (Merwan Rim) — трактирщик и демон-клоун
- Эстель Мишо (Estelle Micheau) — Дива (Катарина Кавальери)

### Актёры и дублёры
- Ямин Диб (Yamin Dib), в роли графа Розенберга (Rosenberg) и посетителя таверны (Акт I)
- Дельфин Грандсар (Delphine Grandsart)(в данный момент её заменила Ариан Пири (Ariane Pirie)), в роли Сесилии Вебер (Cecilia Weber)
- Матиа Жун (Mathias Jung), в роли Коллоредо (Coloredo), опекуна (le Tuteur) и незнакомца (l’inconnu)
- Жоселин Санд(Jocelyne Sand), в роли Анны Марии, матери Моцарта
- Патрис Мактав (Patrice Maktaw), в роли Да Понте (Da Ponte)
- Жан-Мишель Монье (Jean-Michel Meunier), в роли Фридолина Вебера (Fridolin Weber) и Иосифа второго (Joseph II)
- Лори Пере (Laurie Peret), дублёрша Констанции Вебер и Наннерль Моцарт
- Маржолен Пьемон (Marjolaine Piemont), дублёрша Наннерль Моцарт и Алоизии Вебер
- Ноэми Гарсия (Noemí García), дублёрша Алоизии Вебер
- Нуно Резенди (Nuno Resende), дублёр Моцарта
- Мерван Рим (Merwan Rim), дублёр Сальери
- Джонатан Керр (Jonathan Kerr), дублер Леопольда[3]

### Танцоры 1 сезон
- Танцовщицы: Morgane Branchoux, Bérénice Faure, Tamara Fernando, Maëlys Moulin, Maria Padey, Marie-Caroline Petr, Emmanuelle Seguin Hernandez, Sacha Storto, Charlotte Sumian, Stéphanie Thelliez
- Танцоры: Tarek Aitmeddour, Matthieu Ba, Massimiliano Belsito, Jerôme Couchart, Guillaume Jauffret, Jonathan Jenvrin, Валерий Хантулов, Corentin Mazo, Sylvain Rigault, Geoffrey Van Dyck

### Танцоры 2 сезон
- Танцовщицы: Marie Berard, Bérénice Faure, Tamara Fernando, Fanny Machuelle, Eva Margall, Violette Mens, Maria Padey, Emmanuelle Seguin Hernandez, Charlotte Sumian, Stéphanie Thelliez
- Танцоры: Alexandre Bachelard, Massimiliano Belsito, Jerôme Couchart, Hédi Hammam, Guillaume Jauffret, Валерий Хантулов, Corentin Mazo, Nicolas Nivert, Stefano Pistolato, Alexandre Senechal

## Песни

### Акт 1
1. L’ouverture — Увертюра (инструментальная композиция)
2. Penser l’impossible — Думать о невозможном (Леопольд и Наннерль Моцарт)
3. La Chanson de l’aubergiste — Песня трактирщика (Трактирщик)
4. Le Trublion — Бунтовщик (Вольфганг Амадей Моцарт)
5. Bim Bam Bim Boum — Бим Бам Бим Бум (Алоизия Вебер)
6. Ah vous dirais-je maman! — Ах, сказать ли вам, мама? (Констанция Вебер)
7. Six pieds sous terre — Шесть футов под землю («Да провались ты!») (Алоизия и Констанция Вебер)
8. J’accuse mon pere — Я обвиняю моего отца (Леопольд Моцарт)
9. Tatoue-moi — Запечатли меня (Вольфганг Амадей Моцарт)
10. La procession — Процессия (инструментальная композиция)
11. La Mascarade — Маскарад (инструментальная композиция)
12. Je dors sur les roses — Я сплю на розах (Вольфганг Амадей Моцарт)

### Акт 2
1. Comedie Tragedie — Комедия-Трагедия (Клоун)
2. Place je passe — Дайте мне дорогу! (Вольфганг Амадей Моцарт)
3. Si je defaille — Если я сдамся (Констанция Вебер)
4. Le Bien qui fait mal — Добро, которое приносит зло (Антонио Сальери)
5. Les solos sous les draps — Соло под простынями (Констанция Вебер, Наннерль и Леопольд Моцарт)
6. L’Assasymphonie — Убийственная симфония (Антонио Сальери)
7. Les noces de figaro — Праздник Фигаро (Алоизия и Констанция Вебер)
8. Dors mon ange — Спи, мой ангел (Нанерль Моцарт)
9. Victime de ma victoire — Жертва моей победы (Антонио Сальери)
10. Vivre a en crever — Жить до смерти (Жить, что есть сил) (Вольфганг Амадей Моцарт и Антонио Сальери)
11. Debout les fous — Встаньте, безумцы (все исполнители)

В данный момент финальная композиция Debout les fous заменена новым синглом C’est bientôt la fin — Скоро конец (все исполнители).

### Песни, не вошедшие в мюзикл
1. L’Operap — Оперэп (все исполнители)
2. Je danse avec les dieux — Я танцую с богами (Вольфганг Амадей Моцарт)
3. Quand le rideau tombe — Когда опускается занавес (Леопольд Моцарт)
4. Le Bonheur de Malheur — Несчастное счастье (Констанция и Алоизия Вебер)
5. Le Carnivore — Хищник (Вольфганг Амадей Моцарт)[4]
6. Quand on arrive en ville — Когда мы приедем в город (все исполнители)[5] (Бонусная песня из рок-оперы "Стармания" в исполнении артистов рок-оперы "Моцарт")